# Kakuei Tanaka
Kakuei Tanaka (Japans: 田中角栄, Tanaka Kakuei) (Kashiwazaki (Niigata), 4 mei 1918 – Shinjuku (Tokio), 16 december 1993) was een Japans politicus van de Liberaal-Democratische Partij (LDP). Hij was premier van Japan van 1972 tot 1974.
Tanaka was van 1947 tot 1990 lid van het Lagerhuis en diende als partijleider van de LDP van 1972 tot 1974. Hij was minister van Communicatie en Post in het kabinet-Kishi I van 1957 tot 1958, minister van Financiën in de kabinetten-Ikeda II en Sato I van 1962 tot 1965 en minister van Economische Zaken in het kabinet-Sato III van 1971 tot 1972.

## Biografie
Tanaka was de zoon van een veehandelaar. Hij stopte met school op 15-jarige leeftijd en werkte daarna als arbeider in de bouw terwijl hij een technische avondschool bezocht. Hij maakte carrière als aannemer tijdens de Tweede Wereldoorlog dankzij contracten voor de oorlogsindustrie. Daarnaast was hij handelaar in onroerend goed. Hij werd zo een van de rijkste mensen in het land.

### Politiek
Hij werd in 1947 verkozen in het parlement voor de Liberaal-Democratische Partij. In 1957 werd hij minister van PTT, in 1962 van Financiën, in 1971 van Buitenlandse Handel en Ontwikkeling. Hij doorliep ook verschillende posten binnen zijn partij, waaronder tweemaal de post van secretaris-generaal (in 1965 en in 1968).

### Minister-president
Na het aftreden van premier Satō in 1972 won hij de strijd om het voorzitterschap van de partij van Fukuda Takeo. Hij werd zo de nieuwe premier. Zijn voorganger Satō was teruggetreden naar aanleiding van de toenadering tussen de Verenigde Staten en China. Tanaka bezocht in september 1972 China om de betrekkingen tussen Japan en China te normaliseren. Verder werkte hij aan de economische ontwikkeling van het westen van Japan. Tanaka werd zo een populaire premier maar hij kreeg af te rekenen met een verminderde groei en met oplopende inflatie. De Liberaal-Democratische Partij deed het slecht bij de verkiezingen van juli 1974. Nadat hij ook werd beschuldigd van corruptie, zag Tanaka zich enkele maanden later genoodzaakt ontslag te nemen als premier.

### Proces
In juli 1976 werd hij in verdenking gesteld van het aannemen van smeergeld bij de aankoop van vliegtuigen van constructeur Lockheed door All Nippon Airways. In afwachting van een uitspraak in zijn proces bleef Tanaka wel een invloedrijke figuur binnen zijn partij. In 1983 werd hij veroordeeld wegens omkoping tot een gevangenisstraf van vier jaar en tot een geldboete. Tanaka ging in beroep. In 1985 werd hij getroffen door een beroerte die een definitief einde maakte aan zijn politieke carrière.
Ito Hirobumi · Kuroda Kiyotaka · Sanetomi Sanjo · Yamagata Aritomo · Matsukata Masayoshi · Ito Hirobumi · Kuroda Kiyotaka · Matsukata Masayoshi · Ito Hirobumi · Okuma Shigenobu · Yamagata Aritomo · Ito Hirobumi · Saionji Kinmochi · Katsura Tarō · Saionji Kinmochi · Katsura Tarō · Saionji Kinmochi · Katsura Tarō · Yamamoto Gonnohyōe · Ōkuma Shigenobu · Terauchi Masatake · Hara Takashi · Uchida Kosai · Takahashi Korekiyo · Katō Tomosaburō · Uchida Kosai · Yamamoto Gonnohyōe · Kiyoura Keigo · Katō Takaaki · Wakatsuki Reijirō · Tanaka Giichi · Osachi Hamaguchi · Kijūrō Shidehara · Osachi Hamaguchi · Wakatsuki Reijirō · Inukai Tsuyoshi · Takahashi Korekiyo · Saitō Makoto · Keisuke Okada · Fumio Gotō · Keisuke Okada · Kōki Hirota · Senjūrō Hayashi · Fumimaro Konoe ·
Hiranuma Kiichirō · Nobuyuki Abe · Mitsumasa Yonai · Fumimaro Konoe · Hideki Tojo · Kuniaki Koiso · Kantarō Suzuki · Prins Higashikuni Naruhiko · Kijūrō Shidehara · Shigeru Yoshida · Tetsu Katayama · Hitoshi Ashida · Shigeru Yoshida · Ichirō Hatoyama · Tanzan Ishibashi · Nobusuke Kishi · Tanzan Ishibashi · Nobusuke Kishi · Hayato Ikeda · Eisaku Satō · Kakuei Tanaka · Takeo Miki · Takeo Fukuda · Masayoshi Ōhira · Masayoshi Ito · Zenko Suzuki · Yasuhiro Nakasone · Noboru Takeshita · Sōsuke Uno · Toshiki Kaifu · Kiichi Miyazawa · Morihiro Hosokawa · Tsutomu Hata · Tomiichi Murayama · Ryutaro Hashimoto · Keizo Obuchi · Mikio Aoki · Keizo Obuchi · Yoshiro Mori · Junichiro Koizumi · Shinzo Abe · Yasuo Fukuda · Taro Aso · Yukio Hatoyama · Naoto Kan · Yoshihiko Noda · Shinzo Abe · Yoshihide Suga · Fumio Kishida ·  Shigeru Ishiba
- Bibliothèque nationale de France: cb12922077g (data)
- CiNii: DA02095981
- Gemeinsame Normdatei: 118620630
- International Standard Name Identifier: 0000 0000 8119 568X
- Library of Congress Control Number: n83221175
- National Archives and Records Administration: 10567772
- Bibliotheek van het Japanse parlement: 00081551
- Nationale Bibliotheek van Israël: 987007329839805171
- Nederlandse Thesaurus van Auteursnamen: 148936164
- Réseau des bibliothèques de Suisse occidentale: 02-A003887123
- Système universitaire de documentation: 079985556
- Virtual International Authority File: 40171377
- WorldCat: E39PBJmxVdHC7jHpPcGwdPWCcP